# 阿尼亚 (哈尔尤县)
阿尼亚，是爱沙尼亚哈尔尤县的一个乡村型市镇。行政中心为凯赫拉。市镇面积为533平方公里，2021年时人口数量为6,274人。

## 行政管理
2017年爱沙尼亚行政改革后，原阿尼亚市镇和阿埃格维杜市镇合并成新的阿尼亚市镇。
新的阿尼亚市镇包括凯赫拉市、1个集镇（阿埃格维杜）和31个村庄。